# Blaj
Blaj (en hongrois : Balázsfalva, en allemand : Blasendorf) est une municipalité du județ d'Alba en Transylvanie en Roumanie.

## Localisation
Blaj est située sur le plateau de la Târnava, dans une zone viticole, à la confluence de la Petite Târnava (Târnava Mică) et la Grande Târnava (Târnava Mari), à 36 km à l'est d'Alba Iulia et à 46 km à l'ouest de Mediaș. La principale source d'alimentation de la municipalité est la rivière Sebeș.

## Économie
Blaj abritait la première brasserie post-révolution, celle de Bergenbier qui employait 200 personnes. Elle a fermé définitivement en août 2010.

## Démographie
Lors du recensement de 2011, 78,26 % de la population se déclarent roumains, 6,32 % hongrois et 8,26 % roms (6,9 % ne déclarent pas d'appartenance ethnique et 0,24 % déclarent appartenir à une autre ethnie).

## Politique
| Période                                  | Période  | Identité       | Étiquette     | Qualité |
| ---------------------------------------- | -------- | -------------- | ------------- | ------- |
| Les données manquantes sont à compléter. |          |                |               |         |
| 2008                                     | En cours | Gheorghe Rotar | PDL, puis PNL |         |

| Parti | Parti                                      | Sièges |
| ----- | ------------------------------------------ | ------ |
|       | Parti national libéral (PNL)               | 15     |
|       | Parti social-démocrate (PSD)               | 3      |
|       | Alliance des libéraux et démocrates (ALDE) | 2      |
|       | Union démocrate magyare de Roumanie (UDMR) | 1      |

## Personnalités
- Inocențiu Micu-Klein, évêque gréco-catholique (1728 - 1751), le fondateur de la Cathédrale de la Sainte-Trinité de Blaj ;
- Petru Pavel Aron, évêque gréco-catholique, le fondateur de la première école élémentaire en roumain de Blaj.

## Jumelages
- Bacău (Roumanie)
- Allschwil (Suisse)
- Morlanwelz (Belgique)
- Recanati (Italie)
- Durlești (Moldavie)

## Villages
La municipalité administre huit villages : 
- Deleni-Obârșie
- Flitești
- Izvoarele
- Mănărade
- Petrisat
- Spătac
- Tiur
- Veza